# Мученичество десяти тысяч христиан
«Мученичество десяти тысяч христиан» (нем. Marter der zehntausend Christen) — картина немецкого живописца Альбрехта Дюрера (1471-1528). Создана в 1508 году. Хранится в Музее истории искусств, Вена (инвент. номер GG 835).

## История
Дюрер создал картину для Фридриха Мудрого для украшения Зала реликвий церкви Виттенбергского дворца, завершил работу до 1508 года. Картина, посвященная истории избиения десяти тысяч солдат-христиан с их командиром Ахатием на горе Арарат, содержит множество человеческих фигур на фоне естественного ландшафта.
Фридрих Саксонский подарил картину Никола Перрено де Гранвею, канцлеру императора Карла V; после она находилась в коллекции кардинала Гранвея, куплена в 1600 году в Безансоне императором Рудольфом II у графа Кантекроя, племянника Гранвея; с 1677 года хранилась в венской казне.

## Описание
Обращенный в христианство Ахатий вместе с десятью тысячами его солдат-христиан приняли мученическую смерть на горе Арарат. Персидский царь Сапор приказал их повесить, закидать камнями и бросить в терновые кусты. Фридрих Мудрый имел большую коллекцию мощей, в число которых входили мощи этих солдат и их командира. Дюрер, с ведома Фридриха Мудрого, разместил на образе своего недавно умершего друга, гуманиста Конрада Цельтиса; когда Дюрер узнал о его смерти (2 февраля 1508 года), он поместил в центре композиции его изображение и свой автопортрет как участников этих событий.
На картине содержится дата и подпись художника: «Iste faciebat an(n)o domini 1508 albert(us) dürer aleman(us)» и монограмма AD.
Изначально картина была написана маслом на деревянной панели, в XIX веке перенесена на холст.

## Ссылка
- На Викискладе есть медиафайлы по теме Мученичество десяти тысяч христиан